# Tre tái
Tre tái hay tre lục bình (danh pháp: Bambusa pallida) là một loài thực vật có hoa trong họ Hòa thảo. Loài này được Munro miêu tả khoa học đầu tiên năm 1868.